# 번영당
번영당(영어: Prosperity Party, 암하라어: ብልጽግና ፓርቲ, 오로모어: Paartii Badhaadhiinaa)은 에티오피아의 정당이다. 대통령으로 재임하던 아비 아머드의 주도로 에티오피아 인민혁명민주전선의 구성 정당들 중 가장 지배적이던 티그라이 인민해방전선을 제외한 정당들을 합하여 만들어졌다. 2021년 총선에서 크게 승리하며 국회에서 대부분의 의석을 차지하였다.
여러 민족 정당의 통합으로 형성된 정당으로서 에티오피아 연방제 하에 각 민족들의 자치권을 보장하고자 하는 자유민족주의 성향으로 평가된다.

## 구성
사회주의 정부 붕괴 이후 과도정부를 수립한 민족자치주의 성향의 에티오피아 인민혁명민주전선(EPRDF)을 구성하던 암하라 민주당, 오로모 민주당, 남에티오피아 인민민주운동을 비롯하여 에티오피아 내 여러 소수민족 정당인 아파르 국민민주당, 베니샹굴구무즈 인민민주당, 소말리 민주당, 감벨라 인민민주운동, 하라리 민족연합까지 포함하여 새롭게 구성된 정당이다. 그러나 EPRDF에서 지배적이던 티그라이 인민해방전선만이 이를 비판하여 신당에 참여하지 않았고, 이에 관한 티그라이족과 새 중앙 정부 간의 반목은 2020년 11월 발발한 티그라이 전쟁의 배경이 되었다.